# Auguste Hansen-Kleinmichel
Auguste Hansen-Kleinmichel (* 1886; † 28. September 1968 in München) war eine deutsche Schauspielerin und Synchronsprecherin.

## Leben
Auguste Hansen-Kleinmichel spielte unter anderem an Theatern in Berlin, Frankfurt am Main, Wien und München. Sie war auch in den USA tätig und unternahm, etwa mit Georg Alexander, ausgedehnte Tourneen. In der Kleinen Komödie in München zählten Heinz Rühmann und Fritz Odemar zu ihren Bühnenpartnern. Hansen-Kleinmichel beherrschte viele verschiedene deutsche Dialekte. Zu ihrem Repertoire gehörten Salondamen ebenso wie das „Holzweible“ in Ferdinand Raimunds Der Verschwender. 1966 nahm sie ihren Bühnenabschied am Münchner Volkstheater in einem Stück von Ludwig Thoma. Ihren letzten Beitrag leistete sie in der Episode Das Märchen der Radiohörspielreihe Meister Eder und sein Pumuckl als alte Frau im Wald. Auguste Hansen-Kleinmichel starb in einer Münchner Klinik.

## Filmografie
- 1948: Film ohne Titel
- 1948: Das verlorene Gesicht
- 1951: Entscheidung vor Morgengrauen (Decision Before Dawn)
- 1954: Eight Witnesses
- 1954: Der Engel mit dem Flammenschwert
- 1964: Die Teilnahme